# Kirill Troussov

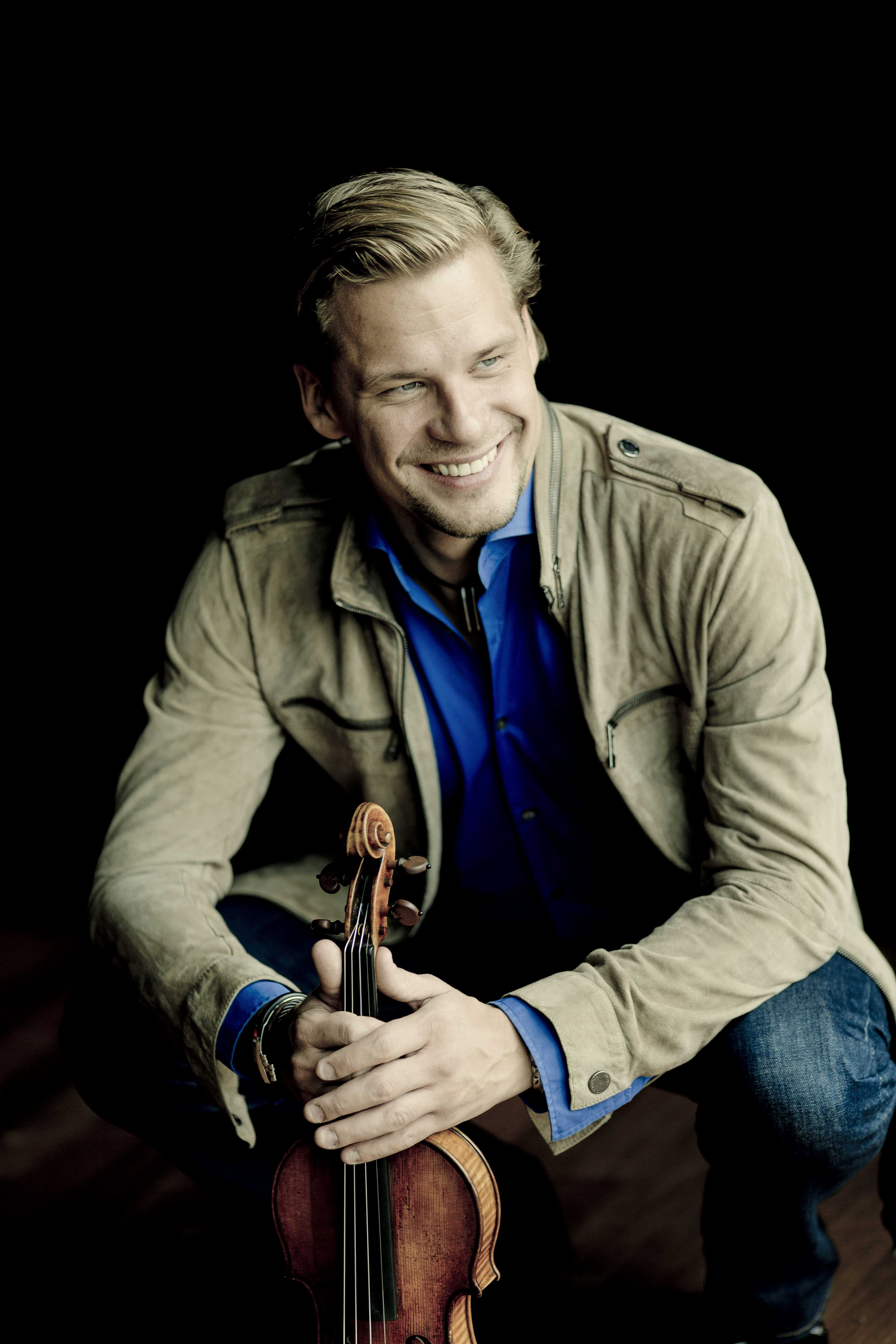
Kirill Troussov (2013)

Kirill Troussov (ursprünglich russisch Кирилл Александрович Трусов, transkribiert Kirill Alexandrowitsch Trussow; * 7. März 1982 in Leningrad) ist ein russischer Geiger und Hochschullehrer mit Wohnsitz in München.

## Leben und Wirken

### Künstlerischer Werdegang
Kirill Troussov begann das Violinspiel im Alter von vier Jahren und wurde zunächst von Irina Etigon am Sankt Petersburger Konservatorium unterrichtet. 1990 übersiedelte er mit seiner Familie nach Deutschland, wo er bis 2005 sein Studium an der Musikhochschule Lübeck und der Musikhochschule Köln bei Zakhar Bron fortsetzte. Seinen Master of Arts absolvierte er an der Musikhochschule München bei Christoph Poppen. Zu seinen Mentoren zählten unter anderem Igor Oistrach und Yehudi Menuhin.
1990 debütierte Troussov mit dem Russischen Nationalorchester unter der Leitung von Arnold Katz in Moskau. Es folgten Auftritte mit der Staatskapelle Berlin, dem Gewandhausorchester Leipzig, dem Orchestre de Paris, dem Orchestre National de France, dem Orchestre de Montpellier, SWR Sinfonieorchester Baden-Baden und Freiburg, den Münchner Philharmoniker und Bamberger Symphoniker sowie dem Russischen Nationalorchester und dem Orchestra del Maggio Musicale Fiorentino unter der Leitung von Neville Marriner, Daniele Gatti, Lawrence Foster, Jiří Bělohlávek, Christoph Poppen, Vladimir Spivakov, Mikko Franck und Louis Langrée. 2009 sprang er am Pariser Théâtre des Champs-Élysées für Gidon Kremer ein und spielte mit dem Orchestre National de France unter der Leitung von Daniele Gatti Bartóks 1. Violinkonzert und Rudi Stephans Musik für Violine und Orchester, live übertragen von Radio France.
Als Solist, Kammermusiker und Dozent war Troussov zu Gast beim Verbier Festival, Menuhin Festival Gstaad, Schleswig-Holstein Musik Festival, den Ludwigsburger Schlossfestspielen und der Kronberg Academy. Konzerte gab er unter anderem in der Berliner Philharmonie und dem Konzerthaus Berlin, Concertgebouw Amsterdam  Théâtre des Champs-Élysées, Palais des Beaux Arts Brüssel, Théâtre du Châtelet, Théâtre des Champs-Elysées, Auditorium du Louvre, De Doelen Rotterdam sowie im Auditorio Nacional de Música in Madrid.
Eine kammermusikalische Zusammenarbeit erfolgte zum Beispiel mit Yuri Bashmet, Gautier Capuçon, Julia Fischer, Sol Gabetta, Natalia Gutman, Frans Helmerson, Daniel Hope, Mischa Maisky, Julian Rachlin, Heinrich Schiff, Dmitri Sitkovetsky, Yuja Wang, Christian Zacharias und seiner Schwester, der Pianistin Alexandra Troussova.

### Lehr- und Jurytätigkeit
2025 wurde Troussov als Professor für Violine an die Musikhochschule München berufen. Zudem gibt er Meisterkurse für Violine und Kammermusik im In- und Ausland, unter anderem an der Kronberg Academy, am Mozarteum in Salzburg und an der Musikhochschule Tokio. Von 2014 bis 2016 wirkte er als Jurymitglied bei der International Schoenfeld String Competition in China.

## Instrumente
Von 1997 bis 2006 spielte Troussov auf der Stradivari „Le Renyier“ aus dem Jahr 1727, zur Verfügung gestellt von LVMH. Seit 2006 spielt er die Stradivari „Brodsky“ aus dem Jahr 1702, mit der Adolph Brodsky am 4. Dezember 1881 Tschaikowskis Violinkonzert uraufführte. Die Violine ist eine private Leihgabe.

## Preise und Auszeichnungen
- 1994: Davidoff Preis, verliehen beim Schleswig-Holstein Musik Festival[13]
- Reuter-Scholarship beim Verbier Festival[14]
- Europäischer Förderpreis für junge Künstler „Pro-Europa“[14]
- Yamaha-Musikpreis[14]

## Diskografie
- Prix Davidoff: Kirill Troussov, Violine. Niccolò Paganini Violinkonzert Nr. 1. Mit der Sinfonia Varsovia, Dirigent: Justus Frantz  (Schleswig-Holstein Musik Festival; 1994)
- Beethoven/Brahms/Wieniawski/Zimbalist/Rimsky-Korsakov: Music for Violin and Piano. Mit Alexandra Troussova, Klavier (EMI Classics; 1999), ausgezeichnet mit dem Diapason d’or, dem Choc – Le Monde de la Musique und einem „Recommandé“ von Classica
- Kirill Troussov, Violin, Alexandra Troussova, Piano. Sonaten von Beethoven und Prokofjew. (Musica Numeris; 2003)
- Reinhard Schwarz-Schilling: Violin Concerto, Partita, Polonaise. Mit der Staatskapelle Weimar, Dirigent: José Serebrier (Naxos; 2011)

- Memories. Werke von u. a. Prokofjew, Schnittke, Rachmaninow, Tschaikowski. Mit Alexandra Troussova, Klavier (MDG; 2015)
- Emotions: César Franck & Maurice Ravel. Mit Alexandra Troussova, Klavier (Naxos; 2017)
- Julia Fischer, Kirill Troussov: Shostakovich, Prokofiev – Violin duos. Mit Julia Fischer, Violine (Orchid Classics; 2023)
- Kirill Troussov: Mendelssohn Violin Concerto. MÀV Symphony Orchestra, Dirigent: Gábor Takács-Nagy (Orchid Classics; 2023)